# Abisko
Abisko ( PRONÚNCIA ; em lapão do norte Ábeskovvu) é uma pequena localidade turística com 135 habitantes, situado na província histórica da Lapônia, na Suécia. Está localizado na margem do lago Torne na comuna de Kiruna, pertencente atualmente ao condado de Norrbotten.
A 4 km a oeste, está situado o Parque Nacional de Abisko, que nos seus 77 km² de extensão abrange bosques boreais, fiordes, canhões, cascatas, e permite fazer boas observações do sol da meia-noite, assim como praticar esqui alpino, fora da pista ou esqui nórdico, e partilhar carne de rena e uma fogueira com os lapões.

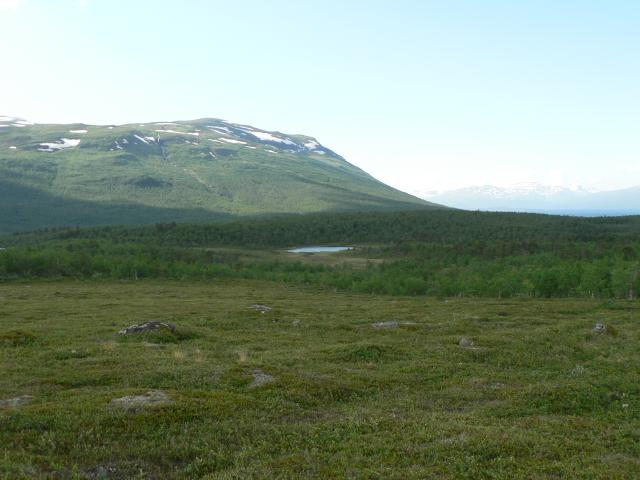
O Parque Nacional de Abisko

A Aurora Sky Station de Abisko é considerada uma das melhores estações do mundo para poder ver auroras boreais. O visitante sobe no teleférico à referida estação, na Lapónia sueca, e descobre que as observações deste fenómeno atmosférico se realizam com receptores de rádio e câmaras. 

O percurso pedestre de Kungsleden (Caminho Real), com 400 km, vai de Abisko até Hemavan.